# Letícia Frota
Letícia Frota (Manaos, Brasil, 30 de junio de 2003) es una modelo brasileña, que ganó el certamen de belleza Miss Brasil CNB 2022 en Brasilia, en el Distrito federal. Fue la primera mujer amazónica en ser elegida en el concurso nacional de Miss Mundo, y la sexta corona para el estado en el grand slam.

## Concursos de belleza

### Miss Amazonas CNB
Técnicamente, Letícia fue aclamada como representante de la capital el 20 de agosto de 2020, pero debido a la pandemia de COVID-19 en Amazonas y en el mundo, no hubo elecciones estatales ese año ni en 2021. El título otorgado a Letícia tenía vigencia hasta la disputa volverá a ocurrir, en 2022. Leticia fue elegida entre cinco candidatas. En ese momento tenía 18 años.

### Miss Brasil CNB
Letícia representó al Estado de Amazonas en la 32 ª edición del certamen nacional de belleza que envía a la mejor brasileña en busca del título de Miss Mundo, Miss Brasil CNB 2022.  Frota se coronó campeón frente a otros 35 candidatos, con sólo dos de la Región Norte de Brasil|región Norte de Brasil]] (Amazonas y Pará).
Con la victoria, Letícia se convirtió en embajadora de la lucha contra la lepra en el país, principal causa social abrazada por el concurso, en alianza con MORHAN (Movimiento para la Reintegración de las Personas Afectadas por la Lepra). La lepra es un grave problema de salud pública, y la plataforma de la CNB lleva 10 años dando espacio para combatirla.